# Копиловци (Монтанская область)
Копиловци (болг. Копиловци) — село в Болгарии. Находится в Монтанской области, входит в общину Георги-Дамяново. Население составляет 600 человек.